# Triesnecker (kráter)

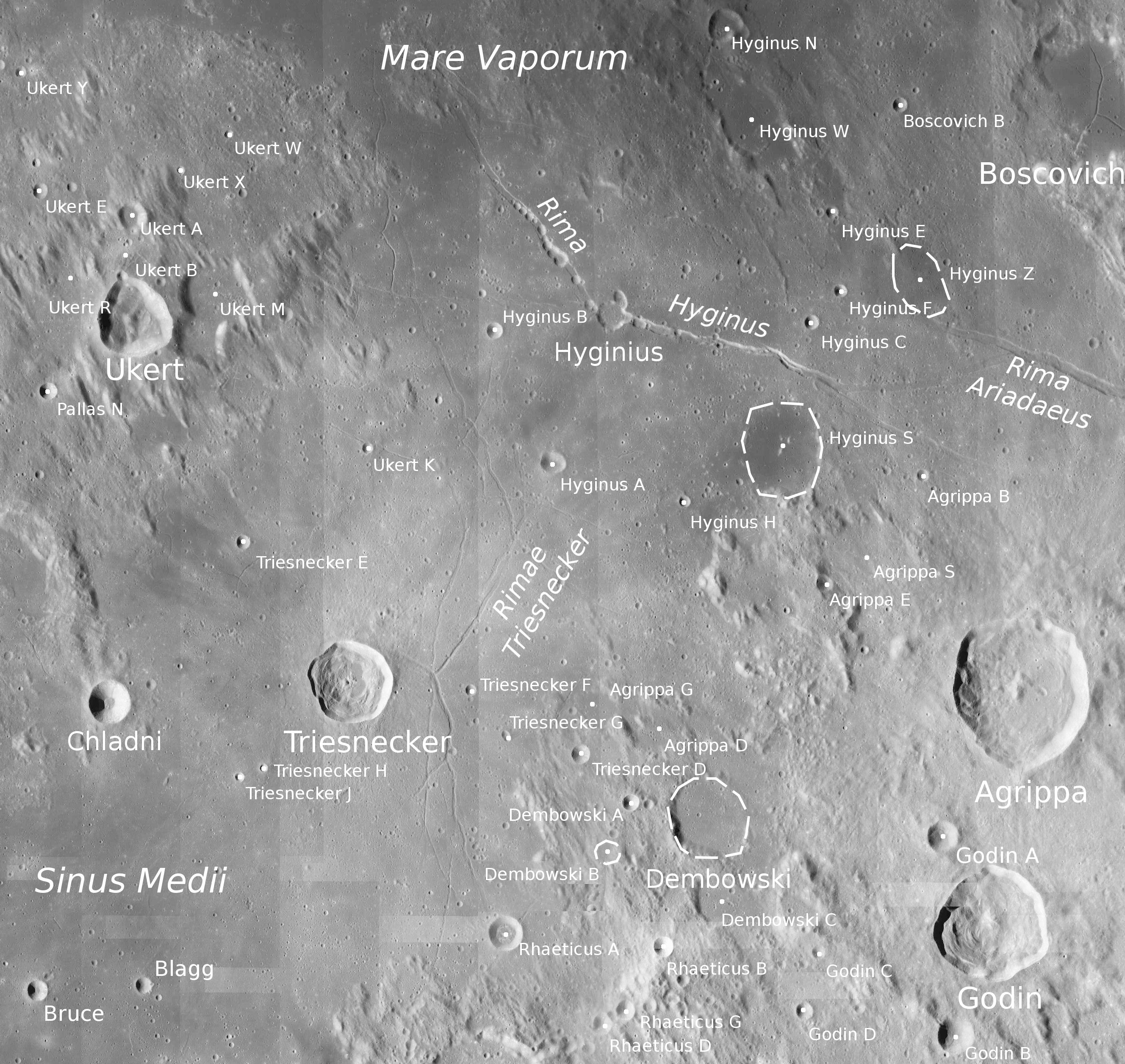
Poloha kráteru Triesnecker.

Triesnecker je výrazný měsíční impaktní kráter s centrálními pahorky nacházející se na přivrácené straně Měsíce v Sinus Medii (Záliv středu). Má průměr 26 km, pojmenován je podle rakouského matematika a astronoma Franze de Paula Triesneckera.
Západně od kráteru Triesnecker leží malý kráter Chladni, východně se nachází soustava brázd Rimae Triesnecker.

## Sekundární krátery
V okolí kráteru se nachází síť sekundárních kráterů. Ty byly označeny podle zavedených zvyklostí jménem hlavního kráteru a velkým písmenem abecedy.
| Triesnecker | Sel. šířka | Sel. délka | Průměr |
| ----------- | ---------- | ---------- | ------ |
| D           | 3.5° S     | 6.0° V     | 6 km   |
| E           | 5.6° S     | 2.5° V     | 5 km   |
| F           | 4.1° S     | 4.8° V     | 4 km   |
| G           | 3.7° S     | 5.2° V     | 3 km   |
| H           | 3.3° S     | 2.8° V     | 3 km   |
| J           | 3.3° S     | 2.5° V     | 3 km   |